# Chris Woodruff
Chris Woodruff (Knoxville, 2 gennaio 1973) è un ex tennista statunitense.

## Carriera
In carriera ha vinto 2 titoli in singolare. Nei tornei del Grande Slam ha ottenuto il suo miglior risultato raggiungendo i quarti di finale nel singolare agli Australian Open nel 2000.
In Coppa Davis ha disputato un totale di 3 partite, collezionando una vittoria e 2 sconfitte.

## Statistiche

### Singolare

#### Vittorie (2)
| Legenda                                                     |
| Grande Slam (0)                                             |
| Tennis Masters Cup (0)                                      |
| ATP Super 9 / ATP Masters Series (1)                        |
| ATP Championship Series / ATP International Series Gold (0) |
| ATP World Series / ATP International Series (1)             |

| Numero | Anno           | Torneo                                     | Superficie | Avversario in finale | Punteggio     |
| 1.     | 3 agosto 1997  | Canada Open, Montréal                      | Cemento    | Gustavo Kuerten      | 7-5, 4-6, 6-3 |
| 2.     | 11 luglio 1999 | Hall of Fame Tennis Championships, Newport | Erba       | Kenneth Carlsen      | 6-7, 6-4, 6-4 |

#### Finali perse (2)
| Numero | Anno           | Torneo                                            | Superficie  | Avversario in finale | Punteggio     |
| 1.     | 4 marzo 1996   | U.S. Pro Indoor, Filadelfia                       | Sintetico   | Jim Courier          | 4-6, 3-6      |
| 2.     | 20 maggio 1996 | International Tennis Championships, Coral Springs | Terra rossa | Jason Stoltenberg    | 6-7, 6-2, 5-7 |

### Doppio

#### Finali perse (3)
| Numero | Anno             | Torneo                                     | Superficie | Compagno        | Avversari in finale              | Punteggio     |
| 1.     | 21 luglio 1996   | Legg Mason Tennis Classic, Washington      | Cemento    | Doug Flach      | Grant Connell Scott Davis        | 6-7, 6-3, 3-6 |
| 2.     | 10 novembre 1996 | Stockholm Open, Stoccolma                  | Cemento    | Todd Martin     | Patrick Galbraith Jonathan Stark | 6-7, 4-6      |
| 3.     | 11 luglio 1999   | Hall of Fame Tennis Championships, Newport | Erba       | Sargis Sargsian | Wayne Arthurs Leander Paes       | 7-6, 6-7, 3-6 |